# Braintree District
Braintree District är ett distrikt (motsvarande kommun) i grevskapet Essex i England, Storbritannien. Distriktet har 157 681 invånare (2022).
Större orter förutom huvudorten Braintree är Halstead och Witham.

## Civil parishes
Staden Braintree ingår inte i någon civil parish. Resterande del av distriktet är indelat i 63 civil parishes: Alphamstone, Ashen, Bardfield Saling, Belchamp Otten, Belchamp St. Paul, Belchamp Walter, Birdbrook, Black Notley, Borley, Bradwell, Bulmer, Bures Hamlet, Castle Hedingham, Coggeshall, Colne Engaine, Cressing, Earls Colne, Fairstead, Faulkbourne, Feering, Finchingfield, Foxearth, Gestingthorpe, Gosfield, Great Bardfield, Great Henny, Great Maplestead, Great Notley, Great Saling, Great Yeldham, Greenstead Green and Halstead Rural, Halstead, Hatfield Peverel, Helions Bumpstead, Kelvedon, Lamarsh, Liston, Little Henny, Little Maplestead, Little Yeldham, Middleton, Ovington, Panfield, Pebmarsh, Pentlow, Rayne, Ridgewell, Rivenhall, Shalford, Sible Hedingham, Silver End, Stambourne, Steeple Bumpstead, Stisted, Sturmer, Terling, Tilbury Juxta Clare, Toppesfield, Twinstead, Wethersfield, White Colne, White Notley, Wickham St. Paul, Witham.